# William George Wright
Pour les articles homonymes, voir William Wright et Wright.
William George Wright (1917-1984) est un dessinateur américain de bandes dessinées ayant principalement travaillé pour les Studios Disney.

## Biographie
Il entre chez Disney en 1937 et est assigné l'année suivante au service des bandes dessinées où il assiste alors Ted Thwaites sur l'encrage des histoires quotidiennes et dominicales de Mickey Mouse, dessinées par Floyd Gottfredson. En 1940, Thwaites quitte Disney laissant Wright comme principal encreur. 
À partir de 1943, Wright s'essaye au dessin sur les éditions dominicales de Mickey Mouse.
En 1954, il crée le personnage de Gilbert, neveu très intelligent de Dingo. 
Wright meurt en 1984.